# ENAPOR
ENAPOR (Empresa Nacional de Administração dos Portos) és la companyia privada encarregada de l'autoritat portuària i de la gestió de mercaderies marítimes de l'arxipèlag de Cap Verd.
Va ser fundada l'any 1982 per la necessitat d'introduir una estructura organitzativa de la gestió dels ports del país, sobretot a nivell internacional. Gestiona tots els ports comercials i de passatgers capverdians, amb especial activitat en els ports de Praia i de Mindelo, que concentren el 75% del trànsit marítim de Cap Verd. També és l'encarregat d'establir les tarifes portuàries nacionals.

## Economia
Des de la seva creació fins passada la dècada de 1990, ENAPOR va ser una empresa pública que rebia subsidis del govern capverdià a causa del baix trànsit comercial de les illes. L'any 2005 es va completar la transició de privatizació de l'empresa amb la concessió de la totalitat dels ports de l'illa.
Entrada la dècada de 2010, els aranzels que va establir eren alts tenint en compte el trànsit entre les illes (que passa necessàriament per dos ports, un d'origen i un de destí), però insuficients per a cobrir les necessitats d'equipament dels ports petits de l'arxipèlag capverdià. Si bé el deute que l'empresa havia tingut històricament havia disminuït notablement durant la dècada del 2000 —pel fort creixement del trànsit portuari—, la crisi financera global iniciada l'any 2007 va comportar que aquest deute es redisparés a partir de 2010, amb exercicis financers marcats per les pèrdues. Prèviament, l'any 2008, ENAPOR havia signat un acord amb la naviliera xinesa COSCO per al redesenvolupament i la construcció d'instal·lacions de càrrega en alguns ports del país.